# Brasil (escola de samba)
O Grêmio Recreativo Cultural Escola de Samba Brasil, também conhecida como Brasil de Santos é uma escola de samba de Santos, São Paulo. Fundada por Carminda de Jesus em 1949, é conhecida por já ter disputado o desfile da capital, onde foi campeã uma vez, no ano de 1954. No mesmo ano, também foi campeã em sua cidade. No total, possui 17 títulos do carnaval santista.
Por ter sido octa campeã consecutiva entre 1956 e 1963, adquiriu o título de "campeoníssima". A Brasil teve grandes nomes do carnaval santista como Tia Isaurinha e Seu Vadico, entre outros.

## Segmentos

### Presidente
| Nome          | Mandato    |
| ------------- | ---------- |
| Sandra Franco | atualmente |

### Presidentes de honra
| Nome                        | Mandato | Ref. |
| --------------------------- | ------- | ---- |
| Tia Isaurinha (in memorian) |         |      |

### Diretores
| Ano  | Diretor de Carnaval | Diretor de harmonia | Mestre de bateria      | Ref.  |
| ---- | ------------------- | ------------------- | ---------------------- | ----- |
| 2015 |                     |                     | Kleber Franco da Silva | [ 2 ] |

### Casal de Mestre-sala e Porta-bandeira
| Período | Casal                               | Ref.  |
| ------- | ----------------------------------- | ----- |
| 2015    | Beto e Cláudia                      | [ 2 ] |
| 2016    | Robinson Silva e Geovanna Duarte    |       |
| 2017    | Luã Camargo e Geovanna Duarte       |       |
| 2018    | Edgar Carobina e Geovanna Duarte    |       |
| 2019    | Luã Camargo e Geovanna Duarte       |       |
| 2020    | Cesar Augusto e Geovanna Duarte     |       |
| 2021    | Gabriel Rodrigues e Geovanna Duarte |       |
| 2022    |                                     |       |
| 2023    | Ruhanan Lucas e Waleska Gomes       |       |
| 2024    | Cley Ferreira e Geovanna Duarte     |       |

## Carnavais
| Ano  | Colocação   | Grupo    | Enredo | Carnavalesco                      | Intérprete                      | Ref               |
| ---- | ----------- | -------- | --- | --------------------------------- | ------------------------------- | ----------------- |
| 1950 | Campeã      | Único    | |                                   |                                 | [ 3 ]             |
| 1951 | Campeã      | Único    | |                                   |                                 | [ 3 ]             |
| 1952 | Campeã      | Único    | |                                   |                                 | [ 3 ]             |
| 1953 | Campeã      | Único    | |                                   |                                 | [ 3 ]             |
| 1954 | Campeã      | Único    | |                                   |                                 | [ 3 ]             |
| 1955 | Campeã      | Único    | |                                   |                                 | [ 3 ]             |
| 1956 | Campeã      | Único    | |                                   |                                 | [ 3 ]             |
| 1957 | Campeã      | Único    | |                                   |                                 | [ 3 ]             |
| 1958 | Campeã      | Único    | |                                   |                                 | [ 3 ]             |
| 1959 | Campeã      | Único    | Jorge Amado! |                                   |                                 | [ 1 ] [ 3 ]       |
| 1960 | Campeã      | Único    | |                                   |                                 | [ 1 ] [ 3 ]       |
| 1961 | Campeã      | Único    | |                                   |                                 | [ 1 ] [ 3 ]       |
| 1962 | Campeã      | A        | No reino do samba! |                                   |                                 | [ 1 ] [ 3 ]       |
| 1963 | Campeã      | A        | Exaltação à Bahia! |                                   |                                 | [ 1 ] [ 3 ]       |
| 1970 | 4.º lugar   | Único    | Cor, samba e fantasia! |                                   |                                 | [ 1 ] [ 3 ]       |
| 1971 | -           | Único    | A festa da coroação de um rei negro!                                                                                       |                                   |                                 | [ 1 ] [ 3 ]       |
| 1972 | Vice-campeã | Único    | O Guarani. |                                   |                                 | [ 1 ] [ 3 ]       |
| 1973 | Vice-campeã | Único    | Clube XV no século passado!                                                                                                |                                   |                                 | [ 1 ] [ 3 ]       |
| 1974 | 3.º lugar   | Único    | O dia, a noite e as 4 estações do ano!                                                                                     |                                   |                                 | [ 1 ] [ 3 ]       |
| 1975 | 3.º lugar   | Único    | Ilha do tesouro! |                                   |                                 | [ 1 ] [ 3 ]       |
| 1976 | 4.º lugar   | Único    | |                                   |                                 | [ 1 ] [ 3 ]       |
| 1977 | 3.º lugar   | 1        | As encantadas cidades submersas!                                                                                           |                                   |                                 | [ 1 ] [ 3 ]       |
| 1978 | 4.º lugar   | 1        | O fantástico mundo das cores!                                                                                              |                                   | Pindá                           | [ 1 ] [ 3 ]       |
| 1979 | 3.º lugar   | 1        | Mercado de escravos. |                                   | Pindá                           | [ 1 ] [ 3 ]       |
| 1980 | 5.º lugar   | 1        | Sonhei com minha escola na Bahia!                                                                                          |                                   | Pindá                           | [ 1 ] [ 3 ]       |
| 1981 | 5.º lugar   | 1        | As Amazonas e a festa do amor!                                                                                             |                                   | Pindá                           | [ 1 ] [ 3 ]       |
| 1982 | 3.º lugar   | 1        | Abarebebê, a lenda do padre voador!                                                                                        |                                   | Pindá                           | [ 1 ] [ 3 ]       |
| 1983 | 3.º lugar   | 1        | Porque a noite é escura?                                                                                                   |                                   | Pindá                           | [ 1 ] [ 3 ]       |
| 1984 | 4.º lugar   | Único    | Brasil, capital da alegria!                                                                                                |                                   | Pindá                           | [ 1 ] [ 3 ]       |
| 1985 | 4.º lugar   | Único    | Paquetá, um pedaço do paraíso!                                                                                             |                                   | Pindá                           | [ 1 ] [ 3 ]       |
| 1986 | 4.º lugar   | 1        | Brasil, terra do sonho e da imaginação!                                                                                    |                                   | Pindá                           | [ 1 ] [ 3 ]       |
| 1987 | 5.º lugar   | 1        | Brasiléia desvairada! |                                   | Pedrinho da Véia                | [ 1 ] [ 3 ]       |
| 1988 | 4.º lugar   | 1        | Mitologia afro-brasileira                                                                                                  |                                   | Pindá                           | [ 1 ] [ 3 ]       |
| 1989 | 4.º lugar   | 1        | A Bola, aqui ela deita e rola                                                                                              |                                   | Zinho                           | [ 1 ] [ 3 ]       |
| 1990 | 5.º lugar   | 1        | Gosto não se discute! |                                   | Zinho e Joãozinho               | [ 1 ] [ 3 ]       |
| 1991 | Campeã      | 1        | Mãe África! | Alexandre Costa                   | Zinho e Joãozinho               | [ 1 ] [ 3 ]       |
| 1992 | 5.º lugar   | 1        | ConchaNo reino das sete conchas.                                                                                           |                                   | Joãozinho                       | [ 1 ] [ 3 ]       |
| 1993 | Vice-campeã | 1        | Deuses e deuses na terra do Sol!                                                                                           |                                   | Pindá                           | [ 1 ] [ 3 ]       |
| 1994 | 4.º lugar   | 1        | Tirando das letras! |                                   | Pindá                           | [ 1 ] [ 3 ]       |
| 1995 | 8.º lugar   | 1        | ReiDos Réis ao Real, tudo é carnaval!                                                                                      |                                   | Pindá                           | [ 1 ] [ 3 ]       |
| 1996 | 5.º lugar   | 1        | Viajando nesse mundo de ilusão.                                                                                            |                                   | Pindá e Joãozinho               | [ 1 ] [ 3 ]       |
| 1997 | Vice-campeã | 1        | Zumbi, terra nação e vida!                                                                                                 |                                   | Pindá                           | [ 1 ] [ 3 ]       |
| 1998 | 5.º lugar   | Único    | Ajuricaba de Manaus! |                                   | Pindá                           | [ 1 ] [ 3 ]       |
| 2000 | 3.º lugar   | Único    | O imigrante japonês | Bermana Mendes                    | Pindá                           | [ 1 ] [ 3 ]       |
| 2006 | Campeã      | Especial | Vem clareia, que o teu feitiço incendeia                                                                                   | Comissão de Carnaval              | Pindá                           | [ 1 ] [ 3 ]       |
| 2007 | Campeã      | Especial | Amazônia, patrimônio do Brasil                                                                                             | Márcyo de Oliveira e Marco Aranha | Pindá, Saúva e Ederson          | [ 1 ] [ 3 ]       |
| 2008 | Vice-campeã | Especial | Com amor, sou fogo, terra, água e ar                                                                                       | Comissão de Carnaval              | Pindá e Saúva                   | [ 1 ] [ 3 ]       |
| 2009 | 7.º lugar   | Especial | 7 místico e seus mistérios.                                                                                                | Comissão de Carnaval              | Pindá                           | [ 1 ] [ 3 ]       |
| 2010 | 9.º lugar   | Especial | Halloween que nada, viva o folclore brasileiro                                                                             | Adenilson Pimentel                | Pindá                           | [ 1 ] [ 3 ]       |
| 2011 | Campeã      | Acesso   | Heróis de verdade | Alexandre                         | MC Bola e Júnior Bicalho        | [ 4 ] [ 1 ] [ 3 ] |
| 2012 | 5.º lugar   | Especial | Com as cores do meu manto, fiz colorir meu carnaval                                                                        | Alexandre                         | MC Bola                         | [ 5 ] [ 1 ] [ 3 ] |
| 2013 | -           | Especial | Os Mensageiros. | Ricardo Dias                      | MC Bola e Júnior Bicalho        | [ 1 ] [ 3 ]       |
| 2014 | 6.º lugar   | Especial | Brasil a 65ºC | Ricardo Dias                      | MC Bola e Júnior Bicalho        | [ 1 ] [ 3 ]       |
| 2015 | 6.º lugar   | Especial | O sonho do Mestre! | Rayner Pereira                    | Júnior Bicalho                  | [ 1 ] [ 3 ] [ 2 ] |
| 2016 | 6.º lugar   | Especial | O espetáculo vai começar!!! A Campeoníssima abre as cortinas dos palcos de Santos para comemorar os seus 470 anos!         | Michael Smith                     | Júnior Bicalho e Rudney         | [ 1 ] [ 3 ]       |
| 2017 | 5.º lugar   | Especial | A Deusa das Águas é a Senhora da Vida! A Negra Mulher Padroeira do Amor - Eis o encanto que Nos Uniu Sob o Manto do Brasil | Michael Smith                     | Júnior Bicalho e Leandro Paçoca | [ 1 ] [ 3 ]       |
| 2018 | 8.º lugar   | Especial | Canta Brasil, as canções que você fez pra mim                                                                              | Fábio Gouveia                     | Júnior Bicalho                  | [ 1 ] [ 3 ]       |
| 2019 | Vice-campeã | Acesso   | Karajás | Comissão de Carnaval              | Lello Garoto                    | [ 3 ]             |
| 2020 | Vice-campeã | Acesso   | Sem cartas marcadas na passarela a Campeoníssima chegou!                                                                   | Fábio Gouveia                     | Lello Garoto e Anderson Atração | [ 3 ]             |
| 2023 | 7° Lugar    | Especial | Meu nome é Brasil, meu sobrenome é Vitória! Delirei... afinal é carnaval!                                                  |                                   |                                 |                   |
| 2024 | 9° Lugar    | Especial | A Brasil trás os grandes impérios nas garras do tigre paulistano                                                           | Alex Santos                       | Joãozinho Oliveira              |                   |
| 2025 |             | Acesso   | Lendas, Mistérios e Crenças de um povo Brasil                                                                              |                                   |                                 |                   |

## Títulos
|  | Grupo                       | Títulos | Vitórias                                                                                             |
|  | Especial                    | 17      | 1950, 1951, 1952, 1953, 1954, 1955, 1956, 1957, 1958, 1959, 1960, 1961, 1962, 1963, 1991, 2006, 2007 |
|  | Acesso                      | 1       | 2011                                                                                                 |
|  | Grupo Especial de São Paulo | 1       | 1954                                                                                                 |